# Пищагинская
Пищагинская — деревня в Шенкурском районе Архангельской области. Входит в состав муниципального образования «Шеговарское».

## География
Деревня расположена в южной части Архангельской области, в таёжной зоне, в пределах северной части Русской равнины, в 39 километрах на север от города Шенкурска, на левом берегу реки Вага. Ближайшие населённые пункты: на юге деревни Песенец и Пушка, на севере деревни Логиновская, Литвиновская и Абакумовская.
Часовой пояс
Пищагинская, как и вся Архангельская область, находится в часовой зоне МСК (московское время). Смещение применяемого времени относительно UTC составляет +3:00.

## Население
| 2002 | 2010 | 2012 |
| ---- | ---- | ---- |
| 29   | ↗31  | ↗32  |

## История
Указана в «Списке населенных мест Архангельской губернии к 1905 году» как деревня Пищагинская (КонецъШеговары). Насчитывала 9 дворов, 40 мужчин и 35 женщин. В административном отношении деревня входила в состав Предтеченского сельского общества Предтеченской волости.
В марте 1918 года деревня оказывается в составе Шеговарской волости, выделившейся из Предтеченской. На 1 мая 1922 года в поселении 11 дворов, 25 мужчин и 27 женщин.